# Rabiea lesliei
Rabiea lesliei är en isörtsväxtart som beskrevs av Nicholas Edward Brown. Rabiea lesliei ingår i släktet Rabiea och familjen isörtsväxter. Inga underarter finns listade i Catalogue of Life.